# Grupo de Forcados Amadores do Aposento da Chamusca
O Grupo de Forcados Amadores do Aposento da Chamusca é um grupo de forcados da vila da Chamusca, no Ribatejo. O Grupo foi fundado a 29 de Julho de 1984.
O actual Cabo, João Saraiva(Zagaio) , assumiu o comando do Grupo a 1 de Outubro de 2022.
Este Grupo tem a particularidade de usar nas cortesias iniciais e nas saídas da arena quando em formação, além dos forcados, também o capote e chapéu conforme antigo uso dos moços de forcado, no que é actualmente o único grupo de forcados a manter esta tradição.

## História
O Grupo do Aposento da Chamusca foi fundado a partir de elementos saídos do Grupo de Forcados Amadores da Chamusca em 1980.
O Cabo fundador foi Tiago Prestes e a estreia oficial decorreu numa corrida realizada em Nave de Haver (Guarda) a 29 de Julho de 1984. Os toiros pertenciam à ganadaria de Rosa Rodrigues.
No seu historial o Grupo já pegou também no estrangeiro: Espanha, França e Venezuela. Em Espanha destacam-se os êxitos em Madrid (Las Ventas) e em Segóvia, em França pegaram em Nîmes, Béziers, Dax, Aire-sur-l'Adour, Arles, Vic-Fezensac e Beaucaire. Na Venezuela actuaram na Monumental de Valência.

## Cabos
- Tiago Prestes (1984 - 2011)
- Pedro Coelho dos Reis (2011 - 2022)
- João Saraiva (2022 - presente)